# Isla Sonora
La isla Sonora es una de las islas exteriores (sin servicio de ferry) de las Islas Discovery de la Columbia Británica, en Canadá. Se encuentra en el extremo oriental del estrecho de Johnstone y el extremo norte del paso Discovery dentro del Área Electoral C del Distrito Regional de Strathcona.
No hay comunidades oficiales en la isla. La isla está en gran parte deshabitada. En el este de la isla hay un pequeño complejo turístico y dos reservas indias de Homalco (“Mushkin No. 5” y “Mushkin No. 5A”). Otro pequeño centro turístico se encuentra en el sur de la isla. En el lado oeste de la isla se encuentra el Parque Provincial Marino Thurston Bay (accesible solo por mar).
Hay varios lagos en la isla, de los cuales el lago Florence y el lago St. Aubyn son los más grandes. El punto más alto de la isla es el “Pico Sonora” en el este, con una altura de 272 m.
El Parque Provincial Marino de Thurston Bay es uno de los parques provinciales de Columbia Británica en el noroeste central de la isla. Otra área protegida, “Cetan/Thurston Bay Conservancy”, linda con el parque provincial. Ambas áreas protegidas no ofrecen ninguna infraestructura turística significativa.
La isla es la isla más al sureste que todavía forma parte del Great Bear Rainforest.
Un estrecho paso entre las islas Sonora y Maurelle, Hole in the Wall, genera corrientes de marea y remolinos extremadamente poderosos.
Discovery Mountain, en la parte occidental de la isla Sonora, cuenta con una estación de radiocomunicación de la Guardia Costera canadiense.

## Historia
La isla lleva el nombre de la goleta española de 36 pies (10,97 m) que exploró el noroeste del Pacífico en 1775. La expedición constaba de dos barcos: el Santiago, comandado por Bruno de Heceta y la goleta Sonora (la Señora), comandada por su segundo al mando, el teniente Juan Francisco de la Bodega y Quadra. Tras pérdidas de vidas, Heceta decidió regresar a México, pero Bodega y Quadra se negó a seguirlo sin haber completado la misión esencial, que era localizar a los rusos. Continuó hacia el norte de la isla Sonora y llegó hasta lo que hoy es Sitka, en Alaska, alcanzando los 59˚ de latitud norte el 15 de agosto de 1775. Al no haber encontrado ningún ruso, regresó al sur. A su regreso se aseguró de haber desembarcado una vez para reclamar las costas para España. Esta expedición dejó claro a los españoles que los rusos no tenían una gran presencia en el noroeste del Pacífico. El barco, cuyo nombre completo era Nuestra Señora de Guadalupe (generalmente conocido como Señora), con una tripulación de 16 personas, estaba destinado a realizar reconocimiento y cartografía costera, y podía atracar en lugares a los que el Santiago, de mayor tamaño, no pudo acercarse en su viaje anterior. De esta manera, la expedición pudo reclamar oficialmente las tierras que visitó al norte de México.